# Palaeodocidia ishizakii
Palaeodocidia ishizakii är en tvåvingeart som beskrevs av Mitsuhiro Sasakawa 2004. Palaeodocidia ishizakii ingår i släktet Palaeodocidia och familjen slemrörsmyggor. Inga underarter finns listade i Catalogue of Life.